# Foramen transversarium

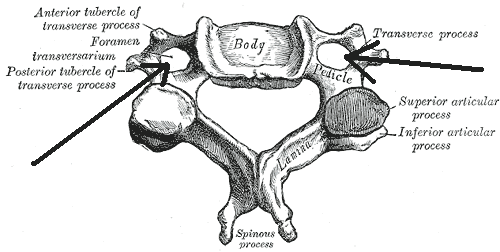
Egy nyakcsigolya (a nyilak mutatják a lyukakat)

A processus transversus vertebrae közrefog egy-egy lyukat a két oldalon, amelyet foramen transversariumnak nevezünk. A felső hat csigolyában járatot biztosít az arteria vertebralisnak és a szimpatikus idegeknek.